# Dana 200 1989
Dana 200 1989 var ett race som var säsongspremiären för PPG IndyCar World Series 1989. Racet kördes den 9 april på Phoenix International Raceway. Rick Mears tog hand om segern och mästerskapsledningen, med Al Unser Jr. som tvåa och 1988 års mästare Danny Sullivan på tredje plats.

## Slutresultat
| Plats | Förare              | Team                     | Grid | Kvaltid |
| ----- | ------------------- | ------------------------ | ---- | ------- |
| 1     | Rick Mears          | Penske Racing            | 1    | 21,617  |
| 2     | Al Unser Jr.        | Galles Racing            | 6    | 22,305  |
| 3     | Danny Sullivan      | Penske Racing            | 2    | 21,956  |
| 4     | Michael Andretti    | Newman/Haas Racing       | 7    | 22,443  |
| 5     | Emerson Fittipaldi  | Patrick Racing           | 10   | 22,556  |
| 6     | Teo Fabi            | Porsche Motorsports      | 8    | 22,469  |
| 7     | Pancho Carter       | Dale Coyne Racing        | 13   | 23,064  |
| 8     | Mario Andretti      | Newman/Haas Racing       | 4    | 22,237  |
| 9     | Ludwig Heimrath Jr. | Hemelgarn Racing         | 21   | 23,572  |
| 10    | Kevin Cogan         | Machinists Union Racing  | 14   | 23,097  |
| 11    | Scott Pruett        | Truesports Co.           | 17   | 23,244  |
| 12    | Derek Daly          | Raynor Motorsports Group | 16   | 23,206  |
| 13    | Randy Lewis         | Teamkar International    | 19   | 23,404  |
| 14    | Raul Boesel         | Doug Shierson Racing     | 9    | 22,522  |
| 15    | Scott Brayton       | Dick Simon Racing        | 11   | 22,601  |
| 16    | John Jones          | Protofab Racing          | 15   | 23,101  |
| 17    | Arie Luyendyk       | Dick Simon Racing        | 12   | 22,672  |
| 18    | Bobby Rahal         | Kraco Racing             | 5    | 22,303  |
| 19    | Bernard Jourdain    | Andale Racing            | 22   | 23,698  |
| 20    | Didier Theys        | Arciero Racing           | 20   | 23,498  |
| 21    | Jean-Pierre Frey    | Euromotorsport           | 23   | 24,794  |
| 22    | A.J. Foyt           | A.J. Foyt Enterprises    | 18   | 23,285  |
| 23    | Dominic Dobson      | Bayside Racing           | 3    | 22,232  |
| 24    | Guido Daccò         | Dale Coyne Racing        | 24   | 24,846  |